# Michiel van den Berg
Michiel van den Berg (Delft, 9 april 1987) is een profvoetballer die onder contract staat bij Sparta Rotterdam. Hij speelde vanaf zijn jeugd bij de Naaldwijkse amateurclub VV Naaldwijk. Later maakte hij een overstap naar 's-Gravenzandse SV, daarna keerde hij terug naar VV Naaldwijk. Toen werd hij gescout door Sparta, waar hij een paar jaar in Jong Sparta speelde.
In het seizoen 2010/2011 maakte hij zijn debuut bij Sparta tegen Go Ahead Eagles (2-1-overwinning). Zijn eerste officiële doelpunt voor Sparta Rotterdam maakte hij op 6 maart 2011 in de 4-0 gewonnen wedstrijd tegen FC Den Bosch.
Met ingang van seizoen 2011-2012 speelt Van den Berg bij FC 's-Gravenzande. Deze vereniging bestaat sinds 2010 en is een fusieclub tussen de 's-Gravenzandse SV en 's-Gravenzandse VV. FC 's-Gravenzande speelt op dit moment in de 1e klasse B.
Met ingang van seizoen 2016-2017 speelt van den Berg bij VV Naaldwijk. 